# Raquel Kochhann
Raquel Cristina Kochhann (Saudades, 6 de outubro de 1992) é uma jogadora de rugby sevens e union brasileira.
Foi porta-bandeira da delegação brasileira durante a cerimônia de abertura dos Jogos Olímpicos de 2024. 

## Carreira
Natural de Saudades, Raquel Kochhann cresceu em Pinhalzinho, no interior de Santa Catarina, e mudou-se para Caxias do Sul, aos 15 anos, onde passou a integrar a equipe de futsal do Juventude. Na época, ela também se interessava por atletismo, basquete e tênis de mesa. Aos 17, foi convocada para a Seleção Brasileira de Futebol sub-17, mas sofreu uma entorse no pé, que a impossibilitou de ser chamada para os jogos.
Aos 19 anos, quando praticava futsal no time da faculdade, Kochhann conheceu a modalidade de rugby sevens, rapidamente se destacou, passou a fazer parte do Serra Rugby, de Caxias do Sul, e venceu o prêmio de melhor jogadora do Campeonato Gaúcho. Ela foi campeã brasileira, bicampeã gaúcha e terceira colocada no mundial universitário. Após participar de algumas seletivas e mudar-se para São Paulo, integrou a Seleção Brasileira de Rugby Sevens que conquistou a medalha de ouro nos Jogos Sul-Americanos de 2014 e a medalha de bronze nos Jogos Pan-Americanos de 2015.
Na primeira aparição da modalidade, nos Jogos Olímpicos de 2016, no Rio de Janeiro, ela foi convocada para a seleção, que ficou em 9.° lugar. Em abril daquele ano, destacou-se no Hong Kong Sevens, em campanha que possibilitou o acesso à elite para a Série Mundial de Rugby Sevens. Ainda em 2016, foi condecorada com o Troféu Brasil de Rugby, por sua atuação na seleção e no clube Charrua Rugby Clube, como melhor jogadora daquela temporada.
Ela foi novamente convocada para as Olimpíadas de 2020, em Tóquio, e a equipe terminou o torneio em 11.° lugar. Na temporada de 2022, ela se afastou do clube e da seleção para se submeter ao tratamento contra um câncer de mama e lesão no ligamento cruzado anterior do joelho. Sua recuperação demorou 19 meses e, em dezembro de 2023, voltou a integrar o time do Charrua Rugby Clube no Campeonato Brasileiro.
Ela retornou à seleção em janeiro de 2024 para a terceira etapa da Série Mundial de Rugby Sevens em Perth após finalizar seus tratamentos e foi anunciada como uma das doze selecionadas para a Paris 2024.
Em Paris, Raquel se tornou, junto com Luiza Campos, as primeiras brasileiras do rugby a disputarem três edições dos Jogos Olímpicos. Ao longo da temporada da Série Mundial de Rugby Sevens 2023-24, Raquel participou de todos os torneios disputados desde janeiro.
Ainda em 2024, Raquel atuou pela Seleção Brasileira Feminina de Rugby XV que se classificou pela primeira vez na história à Copa do Mundo de Rugby Feminino, garantindo vaga na edição de 2025, que será na Inglaterra.
Kochhann é formada em Educação Física pela Universidade Estácio.